# NGC 3345
NGC 3345 este o galaxie situată în constelația Leul. A fost descoperită în  de către William Herschel.